# Oldham
Pour les articles homonymes, voir Oldham (homonymie).
Oldham est une grande ville du comté du Grand Manchester, en Angleterre. Elle se trouve dans les Pennines, sur un terrain surélevé qu'entourent les rivières d'Irk et de Medlock, 8,5 km au sud-sud-est de Rochdale, et 11,1 km au nord-est de Manchester. Oldham est entourée de plusieurs petites agglomérations, formant ensemble le district métropolitain d'Oldham, dont Oldham est le centre administratif.
Faisant anciennement partie du comté du Lancashire, et ne bénéficiant pas d'une histoire réellement digne d'intérêt du XVIe siècle au XVIIe siècle, Oldham ne prend de l'importance qu'au XIXe siècle, en tant que centre international de fabrication textile. En effet, ce fut une ville champignon durant la révolution industrielle, faisant partie des premières villes industrialisées, et devenant rapidement « l'un des plus importants centres d'industrie de textile et de coton d'Angleterre ». À son apogée, elle fut la ville d'usines de tissage la plus productive de coton au monde,, filant plus de coton que la France et l'Allemagne réunis. L'industrie textile d'Oldham commença à tomber dans le déclin au milieu du XXe siècle, et sa dernière usine ferma en 1998.
La cession du traitement du textile à Oldham fit chuter l'économie locale; aujourd'hui, Oldham est une ville principalement résidentielle, ainsi qu'un centre de formation continue et de spectacle vivant. Elle est, cependant, toujours distinguée architecturalement pour ses dernières usines de coton et d'autres constructions associées à cette industrie. La ville est maintenant peuplée de 103 544 habitants et s'étale sur 67 km2.

## Histoire

### Toponymie
La toponymie d'Oldham (prononcé /oʊldəm/) semble signifier « vieux village ou place » qui pourrait provenir des mots saxons Eald, vieux ou antique, et Ham, maison, ferme, ou hameau. Cependant, il est connu qu'Oldham dérive de Aldehulme, provenant du vieux norrois. On pense qu'il provient du vieil anglais combiné à un mot de vieux norrois, comme holmi ou holmr, qui signifie « le vieux promontoire ou l'affleurement », décrivant sans doute la situation du village, au sommet d'une colline. Une autre analyse suggère qu'il pourrait s'agir simplement du holm, hulm ou home d'un paysan nommé Alda. Le nom du village remonte à 865, lors de la période dite du danelaw.

### Origines
La preuve de la toute première présence humaine à l'endroit où se situe aujourd'hui Oldham est certifiée par la découverte de pointes de flèches de silex datant du Néolithique, ainsi que de divers travaux retrouvés à Werneth (en) et Besom Hill, impliquant une habitation il y a 7 000 à 10 000 ans. La preuve d'une activité postérieure, romaine et celtique, est, elle, confirmée par la présence d'une voie romaine, et de reliques archéologiques datant de l'Âge du bronze, retrouvées dans divers sites de la ville. Bien que les Anglo-Saxons aient occupé l'espace environnant pendant plusieurs siècles,, on estime la reconversion d'Oldham comme lieu permanent de logement à l'an 865, lorsque les envahisseurs danois y établirent un hameau nommé Aldehulme,.
De sa fondation, au IXe siècle, à la révolution industrielle, Oldham n'a été guère plus qu'une diffusion de petites et insignifiantes implantations à travers la lande et les chemins reliant Manchester à York,. Bien que non mentionné dans le Domesday Book, Oldham apparait véritablement dans les actes juridiques du Moyen Âge, enregistrée invariablement comme territoire sous contrôle de familles dirigeantes mineures ou de barons. Au XIIIe siècle, Oldham a été documentée comme un manoir tenu de La Couronne par une famille dénommée Oldham, dont le siège était à Werneth Hall.

### Révolution industrielle et coton

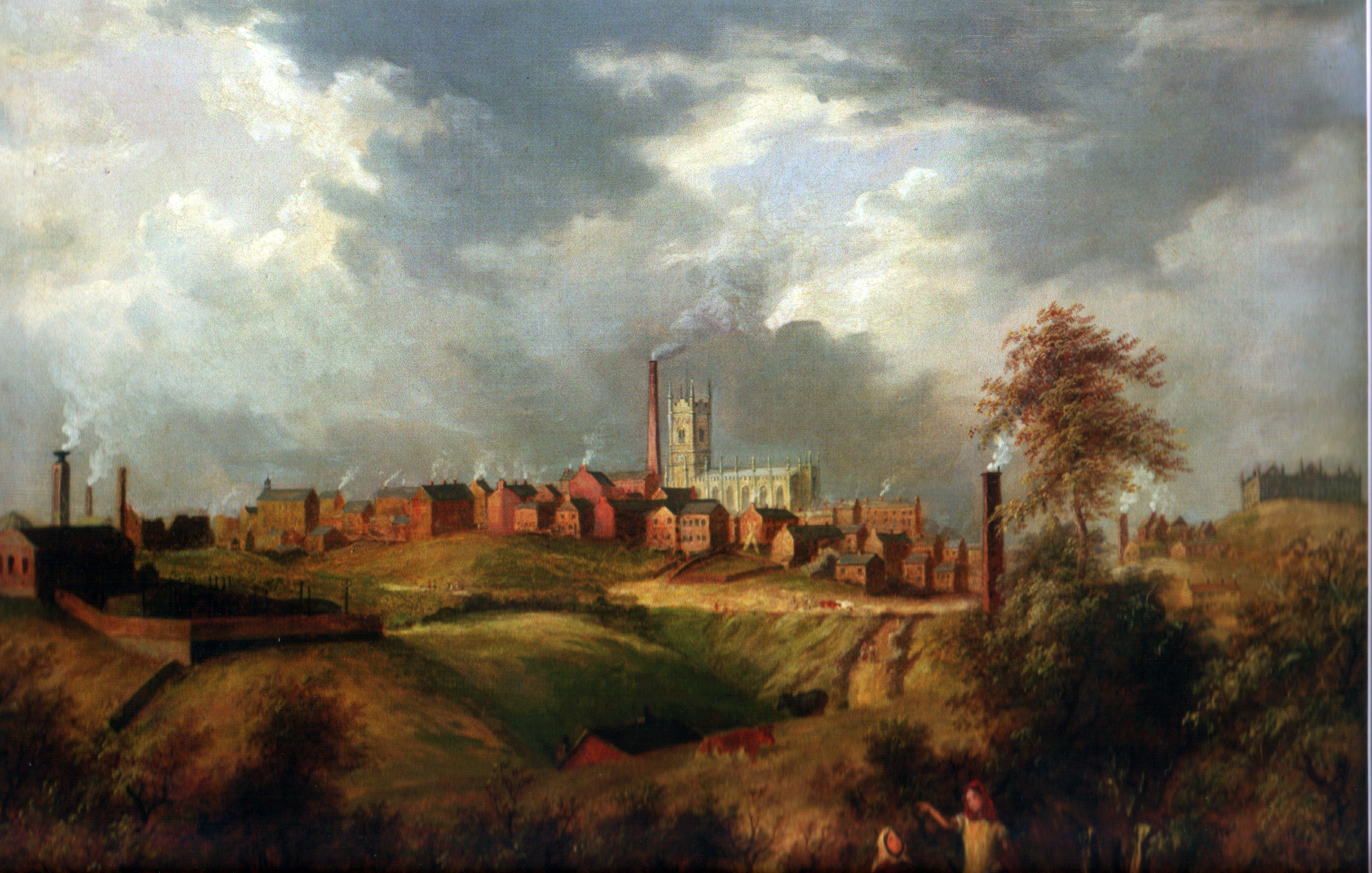
Oldham vu de, peint en 1831 par, dépeint la première ligne d'horizon et les activités industrielles d'Oldham. Depuis, tout l'espace vert a été urbanisé.

Une grande partie de l'histoire d'Oldham est concernée par la fabrication textile pendant la révolution industrielle ; il a été dit que « si jamais la révolution industrielle a placé avec fermeté une ville sur la carte du monde, cette ville-là est Oldham ». Les sols d'Oldham sont trop minces et pauvres pour être exploités, c'est pour cette raison que, pendant les décennies antérieures à l'industrialisation de la ville, le terrain servait de pâturage aux moutons, assurant ainsi assez de matière première pour un tissage local de laine.
En 1756, Oldham est reconnu comme centre anglais de l'industrie du chapeau. Le feutre dur (rough felt) utilisé pendant le processus de production est à l'origine du surnom donné à la population d'Oldham, « Owdham Roughyed ». Ce n'est que pendant le dernier quart du XVIIIe siècle qu'Oldham passe d'une commune d'industrie artisanale produisant des vêtements de laine par travail manuel, à une métropole industrielle en constante expansion, abritant plusieurs usines textiles. Le climat, la géologie et la topographie d'Oldham sont des contraintes non négligeables aux activités sociales et économiques de la population. Située 213 mètres d'altitude, et ne bénéficiant pas de cours d'eau ni de ressources naturelles majeurs, Oldham fait face à de mauvais attributs géographiques pour des investisseurs et leurs ingénieurs, comparés à ceux d'autres agglomérations. En conséquence, la ville d'Oldham ne joue aucun rôle dans la période initiale de la Révolution industrielle,, bien qu'elle soit devenue, plus tard, un territoire plus utile à industrialiser du fait de sa position stratégique, entre les mains d’œuvre de Manchester et du Sud-Ouest du Yorkshire.
Le filage du coton est introduit à Oldham quand sa première usine, Lees Hall, est construite par William Clegg en 1778 environ, marquant ainsi le début d'un processus d'urbanisation et de transformation socio-économique. En une année, onze autres usines sont construites, chiffre porté à dix-neuf en 1818, ce qui ne constitue pas un grand nombre comparé aux villes voisines. La faible population d'Oldham est considérablement augmentée par la migration massive d'ouvriers provenant de villages alentour, faisant ainsi passer la population locale d'un peu plus de 12 000 à 137 000 entre 1801 et 1901. La vitesse de cette croissance urbaine signifie bien qu'Oldham, et son peu d'histoire pré-industrielle, est bien née en tant que ville ouvrière.

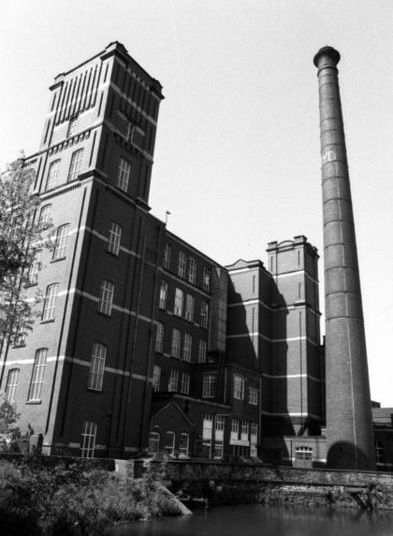
Royd Mill, usine bâtie en 1907, et vue ici en 1983, faisait partie des 360 usines textiles d'Oldham exploitées jour et nuit.

Oldham devient le centre industriel mondial du filage de coton pendant la seconde moitié du XIXe siècle. En 1851, plus de 30 % de la population d'Oldham est employée dans le secteur textile, alors que ce chiffre ne s'élève qu'à 5 % en Grande-Bretagne. La ville rattrape les centres urbains majeurs de Manchester et Bolton grâce à une multiplication des constructions d'usines de 1860 à 1880, période durant laquelle les usines de tissage de coton d'Oldham deviennent les plus productives au monde. En 1871, Oldham possède plus de fuseaux que n'importe quel pays dans le monde hormis les États-Unis, et file, en 1909, plus de coton que la France et l'Allemagne réunies. En 1911, on recense 16,4 millions de fuseaux à Oldham, comparé à un total de 58 millions au Royaume-Uni, et 143,5 millions dans le monde ; en 1928, grâce à la construction de la plus grande usine textile du Royaume-Uni, Oldham atteint son zénith industriel. À son apogée, 360 usines sont construites, exploitées jour et nuit,; le paysage urbain d'Oldham est alors dominé par de nombreux bâtiments en brique rectangulaires. Oldham est, plus tard, durement frappé par la pénurie de coton du Lancashire de 1861 à 1865, lorsque les approvisionnements de coton des États-Unis sont coupés. La ville étant complètement dépendante de l'industrie textile, cette pénurie fait grandement augmenter le pourcentage de chômeurs à Oldham. En 1863, un comité est formé, et, avec l'aide du gouvernement, un terrain est acheté dans le but d'employer des travailleurs du coton locaux pour construire le parc Alexandra, qui ouvre ses portes le 28 août 1865. Ayant trop compté sur le secteur textile,, Oldham entre dans une période de dépression économique à la suite d'une hausse de l'importation de fils étrangers, moins chers, au cours du XXe siècle, mais ce n'est qu'en 1964 qu'Oldham cesse d'être le plus grand centre de filage de coton au monde,,. En dépit des efforts visant à améliorer l'efficacité et la compétitivité de sa production, la ville met fin à cette activité en 1998.

#### Ingénierie
Grâce à une industrie textile en pleine expansion, Oldham développe, pendant les XVIIIe et XIXe siècles, plusieurs secteurs de son industrie, et particulièrement l'ingénierie des structures et le génie mécanique. La mécanisation de la filature et du tissage à Oldham date de la dernière décennie du XIXe siècle, moment où Oldham devient un centre majeur dans le domaine de l'ingénierie. La compagnie des Platt Brothers (en), originaire du village voisin de Dobcross (en), se délocalise à Oldham : les deux frères sont les pionniers de la filature industrielle de coton, grâce au développement de produits innovants permettant une production de masse de fil de coton. Platt Brothers devient le plus grand fabricant de machines textiles au monde, employant plus de 15 000 personnes dans les années 1890, soit deux fois le nombre de leurs plus proches rivaux, Dobson & Barlow à Bolton, et Asa Lees à Greenacres. L'entreprise, désireuse d'avoir des investisseurs dans le secteur local, soutient alors 42 % de la population. Le siège de la compagnie est basé à New Hartford Works, à Werneth (en), un vaste complexe de bâtiments et chemins de fer bâti sur un terrain dominant Manchester. La gare qui dessert ce lieu forme, plus tard, la base de la gare d'Oldham Werneth, qui existe encore aujourd'hui, tout comme le bâtiment principal de celle-là. Platt Brothers gagne de prestigieux prix à travers le monde, et est fortement impliquée dans la politique locale et la fierté civique d'Oldham. John et James Platt sont les principaux souscripteurs pour le passage d'Oldham de simple commune à comté, promettant 100 £ à l'avance (soit plus du double de la deuxième plus haute somme) à toute dépense pouvant être engagée par la charte royale. En 1854, John Platt devient maire de la ville, poste qu'il occupera deux fois de plus en 1855–1856 et 1861–1862. Il est élu député d'Oldham en 1865, puis réélu en 1868, et reste à ce poste jusqu'à sa mort, le 18 mai 1872. Une statue en bronze de Platt est érigée dans le centre-ville, puis déplacée dans le parc Alexandra; des réclamations sont alors faites, exigeant son retour au centre de la ville.
Abraham Henthorn Stott, fils d'un tailleur de pierre, nait en 1822 dans les environs de Shaw and Crompton. Après un apprentissage de sept ans avec Charles Barry, il commence la pratique de l'ingénierie des structures à Oldham en 1847, voyant son entreprise devenir le cabinet d'architecture d'usines le plus important du Lancashire. Philip Sydney Stott, troisième fils d'Abraham et plus tard appelé Sir Philip Stott, 1er baronnet, est le plus éminent et célèbre architecte de la famille Stott. Il crée son propre cabinet en 1883 et conçoit plus d'une centaine d'usines réparties dans différents pays. Ses usines, améliorées des usines ignifuges de son père, représentent une augmentation de plus de 40 % du nombre de fuseaux de la ville, entre 1887 et 1914.
Bien que l'ingénierie du textile décline face à l'industrie de transformation, entrainant ainsi la disparition des entreprises de Stott et Platt, d'autres firmes d'ingénierie se développent, notamment la compagnie Ferranti, en 1896, spécialisée dans les appareils électriques et électroniques. Ferranti fait faillite en 1993, mais certains de ses précédents travaux continuent entre d'autres mains : une partie du site original d'Hollinwood est d'ailleurs exploité par la section « Mesures et semi-conducteurs » de l'entreprise allemande Siemens. Le reste du site est occupé par Mirror Colour Print Ltd, la section imprimerie du groupe Trinity Mirror, qui imprime et distribue trente-six grands journaux, et emploie cinq-cents salariés,.

#### Charbonnage
Grâce à la révolution industrielle, Oldham a considérablement développé le secteur minier du charbonnage, destiné à soutenir la production locale de coton par les habitants, mais des preuves confirment l'existence d'une exploitation minière de charbon à petite échelle dès le XVIe siècle. Le bassin houiller d'Oldham s'étend de Royton, dans le nord, à Bardsley, au sud, et, en plus d'Oldham, inclut les villes de Middleton et Chadderton, à l'est. Ce bassin, au cours de son histoire, comprend 150 mines de charbon. Bien que certaines sources contemporaines indiquent que l'exploitation du charbon à Oldham à une échelle commerciale remonte à 1738, d'autres, plus anciennes, attribuent cette expansion à l'arrivée de deux ouvriers gallois, John Evans et William Jones, autour de 1770. Ceux-ci, anticipant la croissance du charbon en raison du développement de la puissance de la vapeur, acquièrent les droits de charbonnage d'Oldham, qui en 1771 a quatorze charbonniers. Les mines sont implantées en grande partie au sud-ouest de la ville, autour d'Hollinwood et de Werneth et fournissent assez de charbon pour accélérer le développement rapide d'Oldham, déjà très favorisé grâce au boom du coton. À l'apogée de la ville, au milieu du XIXe siècle, le charbon, dont la production était dominée par les familles Lees et Jones, provient en grande partie de nombreuses petites mines, dont la durée de vie varie de quelques années à plusieurs décennies, bien que deux des quatre plus importantes survivent à la nationalisation,. En 1851, les mines de charbon emploient plus de 2 000 hommes dans la ville, bien que la quantité de charbon dans la ville soit quelque peu surestimée ; la production commence à diminuer avant même le déclin de la filature du coton. Aujourd'hui, les seuls vestiges visibles de cette exploitation sont quelques puits et forages.

### Histoire sociale
L'histoire sociale d'Oldham, comme celle de plusieurs autres villes n'ayant pas bénéficié de la franchise parlementaire de 1885 à 1918, est marquée par divers troubles civils politisés, tels que les événements relatifs aux luddistes, suffragettes, et autres mouvements ouvriers de la classe laborieuse,. Les sociétés amicales sont très présentes,. Il est admis que la population d'Oldham devient radicale, en politique, à partir du début du XIXe siècle, et que les mouvements soupçonnés de sédition trouvent refuge dans la ville. Oldham est fréquemment touchée par des émeutes (la population demandant la plupart du temps du pain ou du travail), facilitées par des périodes de pénuries et de perturbation de l'emploi, à la suite de l'introduction dans la ville de machines à tisser. Le 20 avril 1812, une « grande foule d'individus tapageurs » contraint les détaillants de vendre à perte des aliments locaux, tandis que des milliers de luddistes, parmi lesquels beaucoup sont originaires d'Oldham, attaquent une usine dans les environs de Middleton. Le 16 août 1819, Oldham envoie un contingent estimé à bien plus de 10 000 pour pouvoir écouter des conférenciers discutant de la réforme politique, à St Peter's Field : c'est le plus grand contingent envoyé à Manchester. Plus tard, le même jour, John Lees, un ouvrier du coton et ex-soldat ayant combattu à Waterloo, est une des quinze victimes du Massacre de Peterloo. L'« enquête d'Oldham » qui suit ce massacre est impatiemment attendue; cependant, la Cour supérieure de justice, jugeant la procédure irrégulière, clôt le procès sans que les jurés aient pu donner un verdict.
Annie Kenney, née dans les environs de Springhead, et travaillant à Oldham, dans les usines de coton, est une figure emblématique du mouvement des suffragettes, connue notamment pour avoir interpellé Winston Churchill, ainsi que pour avoir été, avec Emmeline Pankhurst, la première suffragette emprisonnée. La Oldham Women's Suffrage Society est créée en 1910, avec comme présidente Margery Lees : elle est rapidement rejointe par National Union of Women's Suffrage Societies de Manchester et son district. Le chartisme et le mouvement d'économie sociale rencontrent un fort soutien dans la ville, tandis que les habitants protestent, pour la plupart, contre l'émancipation des esclaves. Le Riot Act est lu le jour du scrutin des élections générales de 1852, après une bagarre de masse au sujet du Reform Act, et des irrégularités concernant les nominations de candidats parlementaires.
Pendant trois jours, fin mai 2001, Oldham devient le centre d'attention national et international des médias. En raison de la grande ampleur que prennent les conflits liés au racisme, ainsi que des tensions raciales à long terme entre les communautés, d'une part des Blancs Britanniques, et d'autre part, des Asiatiques, de grandes émeutes éclatent dans la ville. Survenant avec une intensité particulière dans le quartier de Glodwick, ces émeutes à caractère raciste sont les pires du pays depuis quinze ans, éclipsant brièvement la violence sectaire en Irlande du Nord dans les médias. Au moins 20 personnes sont blessées dans les émeutes, dont 15 policiers, tandis que 37 personnes sont arrêtées. Au cours des jours et des semaines suivantes, des émeutes du même type éclatent dans plusieurs villes du nord de l'Angleterre. Ces événements conduisent à des enquêtes à la fois gouvernementales et indépendantes, celles-ci menant à la nécessité pour la ville d'une amélioration des relations inter-communautaires, ainsi qu'un programme de rénovation considérable,.

## Gouvernance

### Histoire civique

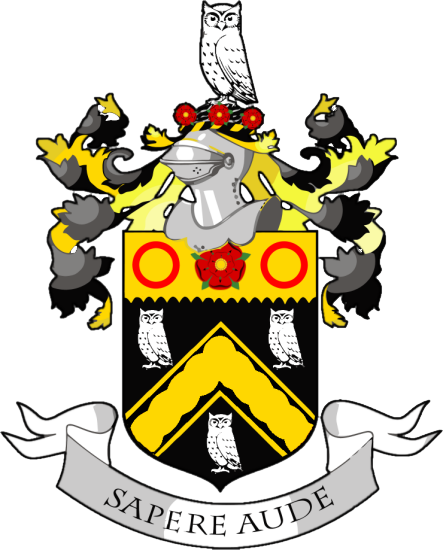
Les armoiries du conseil du County Borough of Oldham, accordées le 7 novembre 1894, sont basées sur celles d'une ancienne famille locale nommée Oldham. Les hiboux suggèrent que la famille, comme la ville, était elle-même nommée Owdham, et a adopté les oiseaux en faisant allusion à ce nom. La devise « Sapere Aude » désigne ces hiboux,.

Située dans les comtés traditionnels du Lancashire depuis le début du XIIe siècle, Oldham est enregistrée en 1212 comme l'une des cinq parties du domaine féodal de Kaskenmoor, détenue par Roger de Montbegon (en) et William de Nevill, pour le compte de Jean d'Angleterre,. Les autres parties de ce comté sont alors Crompton, Glodwick, Sholver et Werneth. Oldham forme plus tard un canton au sein de l'ancienne paroisse ecclésiastique de Prestwich-cum-Oldham (en), dans le hundred de Salford,.
En 1826, des commissaires chargés d'apporter une amélioration sociale et économique à Oldham sont nommés. La ville fait partie, en 1832, d'un district parlementaire, mais c'est en 1849 qu'elle est incorporée à un district municipal, gagnant ainsi le statut de district britannique,; en 1850, le conseil de district obtient les pouvoirs des commissaires. En 1880, certaines parties des cantons de Chadderton et Ashton-under-Lyne, dont les zones de Hollinwood et Crossbank, sont ajoutées au district d'Oldham. Oldham Above Town et Oldham Below Town sont, de 1851 jusqu'à environ 1881, deux unités statistiques utilisées pour la collecte et l'organisation des informations d'état civil ainsi que des données du recensement.
La loi de 1888 relative à l'administration locale crée des conseils de comté élus pour administrer des services à travers l'Angleterre et le Pays de Galles. Pour chaque district municipal dont la population dépasse 50 000 habitants lors du recensement de 1881, un comté est créé, bénéficiant à la fois des pouvoirs et des fonctions du district et du conseil de comté : Oldham, comptant alors 111 343 habitants, devient logiquement un comté, le 1er avril 1889. Le district, dont le gouvernement local est indépendant du conseil de comté du Lancastre, reste membre du comté à des fins telles que l'administration de la justice et la lieutenance,.
En 1851, certaines parties du district rural du Limehurst sont ajoutées au comté d'Oldham ; en 1854 d'autres parties du même district sont elles aussi transférées, celui-ci étant aboli. Depuis 1961, Oldham est jumelée avec Kranj, en Slovénie. La loi sur l'administration locale de 1972 conduit à l'abolition du comté d'Oldham; le 1er avril 1974, Oldham est incorporée au district métropolitain d'Oldham, faisant lui-même partie du comté métropolitain du Grand Manchester.

### Représentation parlementaire
Les frontières de deux circonscriptions électorales divisent Oldham : Oldham East and Saddleworth, d'un côté, et Oldham West and Royton (incluant le centre-ville) de l'autre, représentées respectivement par les députés travaillistes Debbie Abrahams et Michael Meacher,,.
Créée en tant que district parlementaire en 1832, Oldham a comme premiers représentants parlementaires les radicaux William Cobbett et John Fielden (en). Winston Churchill commence sa carrière politique à Oldham : bien que sa première tentative, en 1899, soit infructueuse, il est élu député de la circonscription électorale d'Oldham lors des élections générales de 1900. Il occupe ce poste en tant que membre du parti conservateur jusqu'aux élections générales de 1906, qu'il gagne dans la circonscription de Manchester North West comme libéral. Après être devenu Premier ministre du Royaume-Uni, Churchill se voit remettre les clés de la ville d'Oldham.

## Géographie

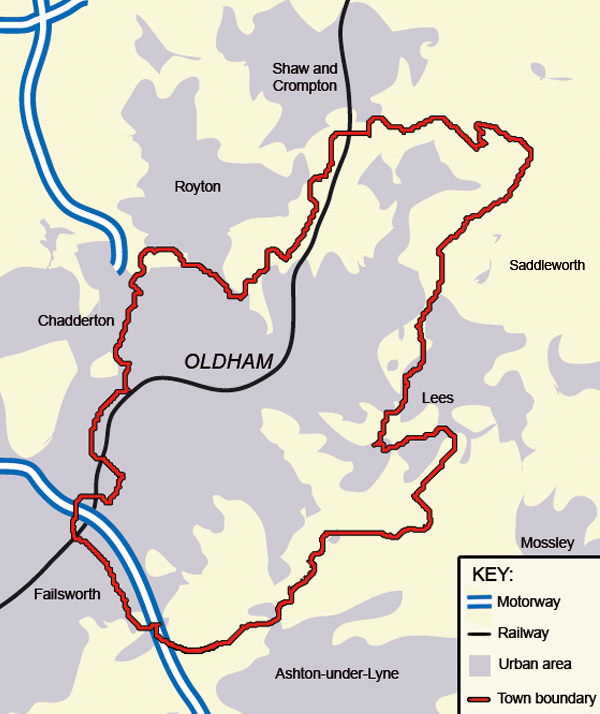
Une carte d'Oldham et de ses environs.

À 53° 32′ 39″ N, 2° 07′ 00,8″ O (53.5444° de latitude; -2.1169° de longitude), et située à 264 km au nord-nord-ouest de Londres, la ville d'Oldham a une altitude moyenne de 213 mètres, et est construite sur un terrain surélevé entre les rivières d'Irk et de Medlock, à 11,1 km au nord-est du centre-ville de Manchester. Saddleworth et les Pennines du Sud sont proches de l'est de la ville, tandis que de tous autres côtés, Oldham est entourée par de petites villes, dont Ashton-under-Lyne, Chadderton, Failsworth, Royton et Shaw and Crompton, avec, entre celles-ci, peu ou pas d'espace vert. Oldham bénéficie d'un climat océanique tempéré, comme la plupart des îles britanniques, avec des étés relativement frais et des hivers doux. Les précipitations y sont régulières mais généralement peu conséquentes tout au long de l'année.
La topographie d'Oldham se caractérise par un terrain accidenté, dans les Pennines, : il a une surface totale de 17,90 km2. La géologie d'Oldham est représentée par ses couches de houille et roches en pierre meulière. La rivière Beal (en) forme la frontière entre Oldham, d'une part, et d'autre part, Royton et Shaw and Crompton.
| Mois                              | jan. | fév. | mars | avril | mai | juin | jui. | août | sep. | oct. | nov. | déc. |
| --------------------------------- | ---- | ---- | ---- | ----- | --- | ---- | ---- | ---- | ---- | ---- | ---- | ---- |
| Température minimale moyenne (°C) | 1    | 1    | 3    | 4     | 7   | 10   | 12   | 12   | 10   | 8    | 4    | 2    |
| Température maximale moyenne (°C) | 6    | 7    | 9    | 12    | 15  | 18   | 20   | 20   | 17   | 14   | 9    | 7    |
| Précipitations (mm)               | 68,6 | 50,8 | 61   | 50,8  | 61  | 66   | 66   | 78,7 | 73,7 | 76,2 | 78,7 | 78,7 |

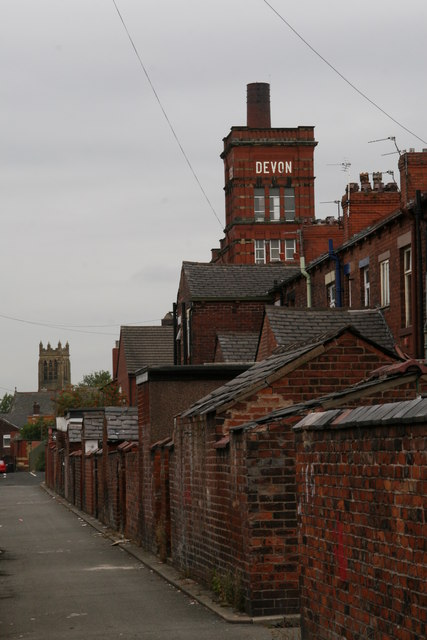
Les constructions irrégulières qui forment l'environnement de la ville d'Oldham sont caractérisées par la brique rouge des usines de coton et les maisons mitoyennes.

À l'est de cette rivière, le terrain s'élève jusqu'à une altitude de 373 mètres à Woodward Hill, à la frontière avec la paroisse de Saddleworth. Le reste du terrain est vallonné, l'altitude moyenne diminuant vers le sud-ouest, jusqu'à Failsworth et Manchester. La crête appelée Oldham Edge, dont l'altitude atteint 244 mètres, s'étend vers le sud, de Royton au centre-ville.
Le milieu bâti d'Oldham est caractérisé par ses maisons mitoyennes en briques rouges datant du XIXe siècle, et les infrastructures construites pour soutenir celles-ci, ainsi que les anciennes usines de coton. La structure urbaine d'Oldham, spécifique de hauts terrains vallonnés, est irrégulière comparée à celle de la plupart des villes anglaises,. Les rues et logements résidentiels aux constructions irrégulières sont centrés autour d'un quartier d'affaires, en centre-ville, considéré comme le centre du commerce local. En 1849, Angus Reach d'Inverness déclare :

« Le visiteur d'Oldham la verra essentiellement comme une ville aux bâtiments disséminés, construite de tous côtés, et couronnant la crête d'un des contreforts périphériques formant, avec Manchester, l'épine dorsale de l'Angleterre. Cet endroit semble miteux : les maisons des ouvriers sont à première vue crasseuses et fumantes. »

— Angus Reach, Morning Chronicle, 1849
Dans les années 1870, John Marius Wilson décrit Oldham comme un ensemble de :

« … nombreuses rues, et nombreux beaux bâtiments, à la fois publics et privés, mais, d'un point de vue général, irrégulièrement construits, et présentant l'aspect miteux d'un endroit encombré de machines, plus notable pour les usines que n'importe quelle autre caractéristique. »

— John Marius Wilson, Imperial Gazetteer of England and Wales (1870–1872)
Bien qu'Oldham ait bénéficié d'une économie florissante pendant le XIXe siècle, les commerçants locaux ont été très réticents à faire des dépenses concernant les institutions civiques, ce qui explique que la ville n'ait pas eu une grandeur comparable à celle des villes voisines de Bolton ou Huddersfield,; les dépenses publiques étaient alors considérées comme un facteur de baisse de la compétitivité de la ville. Par la suite, l'architecture d'Oldham a été décrite comme « médiocre » : la ville n'a pas de monument classé de Grade I.
Oldham est composée d'un mélange de zones rurales, semi-rurales, de zones urbaines de forte densité, et de banlieues. La ville comprend quelques prairies permanentes, mais une écrasante majorité du terrain est urbain. De tous côtés, le territoire d'Oldham est contigu à d'autres villes, excepté pour une petite partie de ses frontières orientale et méridionale, et, selon l'Office for National Statistics, forme la quatrième plus grande agglomération de la zone urbaine du Grand Manchester,, elle-même la plus grande zone urbaine du Royaume-Uni. L'autroute M60 traverse le sud-ouest d'Oldham, à travers Hollinwood, et un chemin de fer entre dans la ville par la même direction, traversant le nord-est de la ville avant de se diriger vers le nord, vers Derker et Shaw and Crompton.

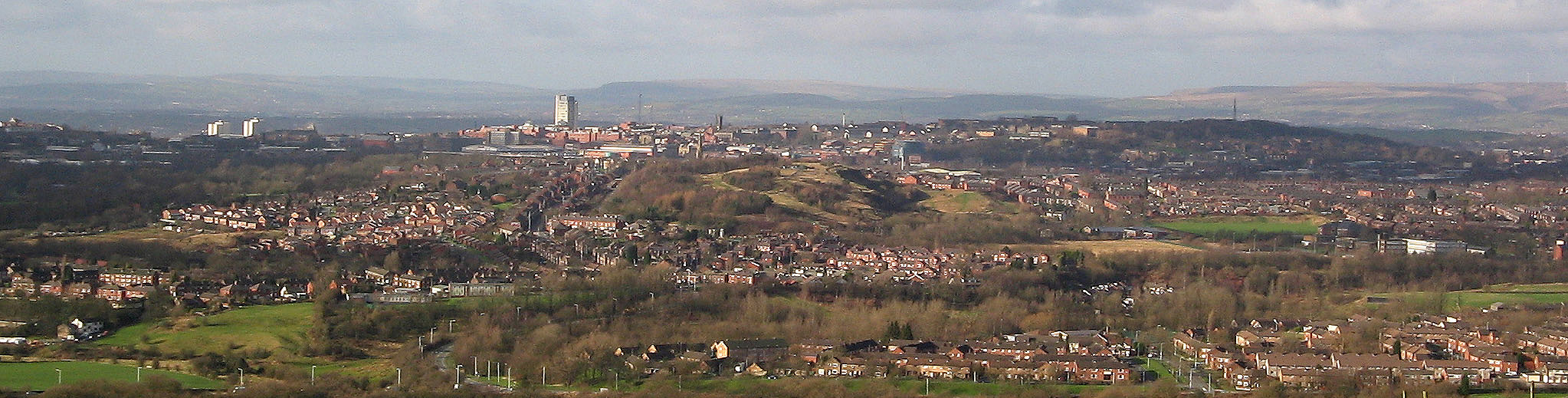
Panorama d'Oldham vu du Hartshead Pike vers le sud-est.

Le lac de barrage de Dovestone est situé à l'est de la ville.

### Quartiers et banlieues

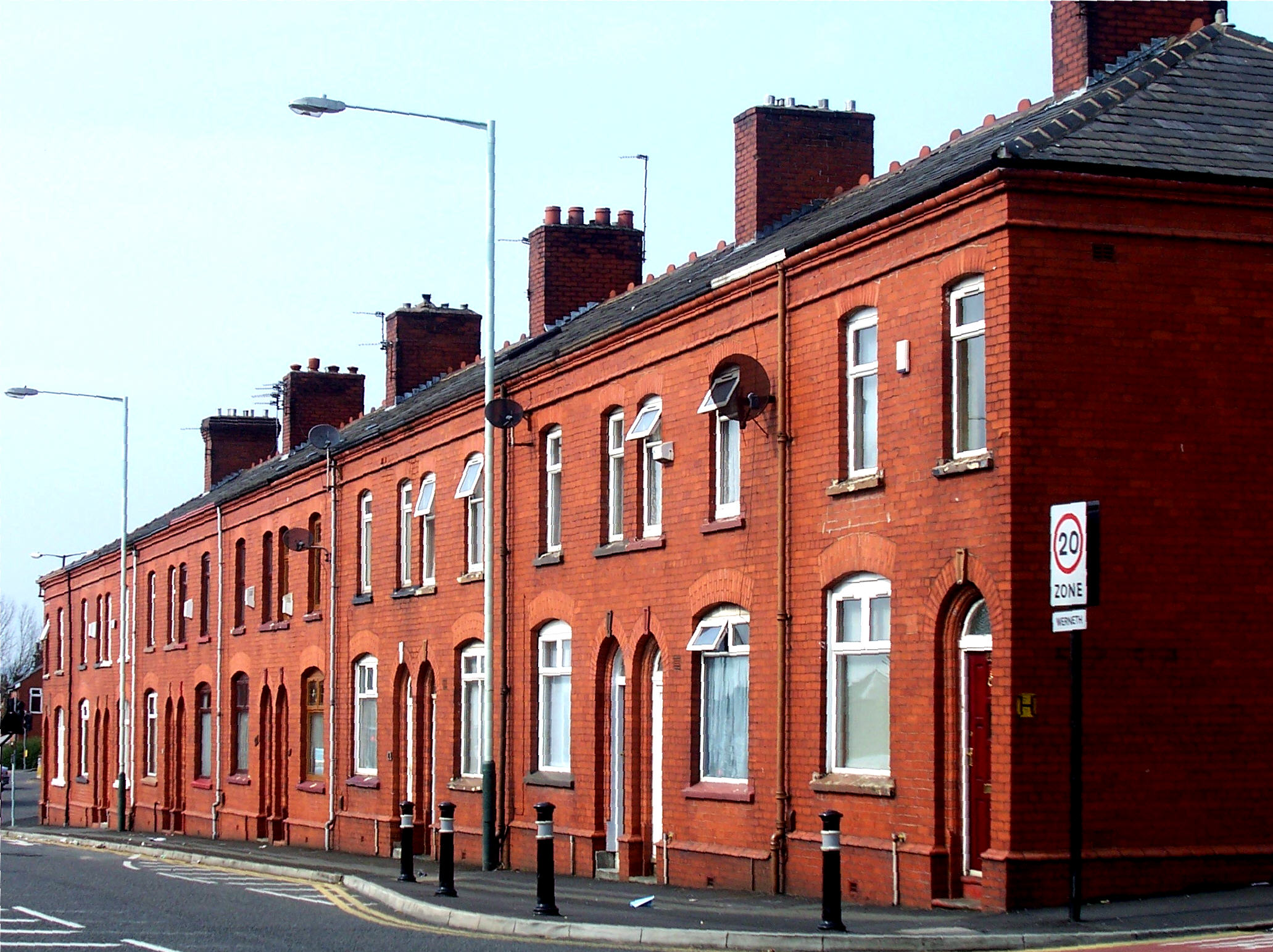
Fredrick Street, à Werneth : les rues d'Oldham sont majoritairement composées de maisons mitoyennes, cette organisation étant un rappel de son passé de « ville-usine ».

La plupart des banlieues et quartiers actuels d'Oldham ont des origines de hameaux pré-industriels, communes seigneuriales ou dessertes anciennes. Certains, comme Moorside, ont été construits récemment comme banlieues résidentielles, tandis que d'autres, tels que Hollinwood, complètement industrialisés, existent en tant que circonscriptions électorales. Pendant la majeure partie de son histoire, Oldham a été entourée par vastes étendues de lande, ce qui se retrouve dans la toponymie de quartiers, tels que, entre autres, Moorside, Greenacres moor, Littlemoor ou Northmoor.
Les résidences d'Oldham sont pour la plupart des maisons mitoyennes en brique, alignées, et datant de l'époque victorienne, construites entre 1870 et 1920, pour héberger les ouvriers du coton,,. Les logements modernes sont surtout présents dans l'est semi-rural de la ville, dans les quartiers tels que Moorside, bien que celles-là se trouvent dans la majorité des quartiers de la ville.
L'un des plus anciens noms de lieux enregistré à Oldham est Hathershaw, mentionné dans un acte datant de 1280, et orthographié alors Halselinechaw Clugh. Existant déjà en tant que manoir au XVe siècle, il est plus tard, au XVIIe siècle, le domicile d'une famille de Cavaliers, qui perd une partie de ses biens lors de la Première Révolution anglaise. Waterhead, une zone montagneuse à l'est d'Oldham, trouve ses racines dans un ancien moulin à eau, proche de la frontière avec Lees (en).
Enregistré à l'origine sous le nom de Watergate and Waterhead Milne, le lieu n'est longtemps qu'un hameau appartenant à la paroisse d'Oldham, formant une partie importante du sous-district de l'Oldham Above Town. Le quartier de Derker est enregistré en tant que lieu de résidence en 1604, sous le nom de Dirtcar. Ayant une frontière, au nord, avec Higginshaw, Derker abrite la gare de Derker ; ses résidences étant dites « inadaptées aux besoins modernes », le quartier est actuellement en rénovation, dans le cadre de l'initiative de rénovation du marché du logement (Housing Market Renewal Initiative).
Le quartier de Coldhurst, longeant la frontière nord entre Oldham et Royton, était autrefois le théâtre d'une industrie et d'un commerce considérables, incluant notamment le charbonnage, la filature du coton et la fabrication de chapeaux. Certaines sources affirment qu'il fut le lieu d'une défaite des parlementaires lors de la Première Révolution anglaise.

## Démographie
Selon les résultats du recensement du Royaume-Uni de 2001, Oldham compte cette année-là une population résidente totale de 103 544 habitants, faisant de celle-ci la 55e ville la plus peuplée d'Angleterre, et la 5e plus peuplée de la région urbaine du Grand Manchester. Ce chiffre, mis en relation avec la superficie d'Oldham, accorde à la ville une densité de population de 1 054 hab./km² . La population locale a été décrite comme appartenant à la classe ouvrière ; les classes moyennes tendent à vivre dans des agglomérations plus éloignées.
Oldham, considérée comme l'ensemble des circonscriptions électorales d'Alexandra, Coldhurst, Hollinwood, St. James, St. Marys, St. Pauls, Waterhead, et Werneth, a un âge moyen de 33,5 ans, et, comparée à la démographie nationale, la ville bénéficie d'une plus grande proportion de personnes aux origines sud-asiatiques, particulièrement pakistanaises et bangladaises. En raison du fait que la ville est assimilée à un centre industriel, et donc à un bassin d'emplois, Oldham attire, tout au long de son histoire, des travailleurs migrants, d'Angleterre, d’Écosse, d'Irlande, et de Pologne.
Au cours des années 1950 et 1960, dans le but de combler le déficit de travailleurs et de revitaliser l'industrie locale, les citoyens de l'ensemble du Commonwealth sont encouragés à migrer vers Oldham, ainsi que d'autres villes britanniques. En conséquence, beaucoup émigrent du sous-continent indien et de l'espace caraïbe, pour s'installer dans l'arrondissement d'Oldham.
Aujourd'hui, Oldham abrite d'importantes communautés étrangères, et notamment bangladaise, indienne, pakistanaise, et de certains états des Caraïbes. Au moment du recensement de 2001, plus d'un quart de ses habitants dit avoir des origines sud-asiatiques. Les divisions culturelles dues aux origines ethniques sont fortes au sein de la ville ; on observe particulièrement la difficile cohabitation entre communautés blanche et asiatique.
Ne bénéficiant que d'une population locale peu nombreuse à l'époque médiévale, Oldham a pourtant, grâce à l'introduction de l'industrie, attiré des migrations de masse de travailleurs, entrainant une forte augmentation de sa population, passant de moins de 2 000 habitants en 1714,, à 12 000 en 1801 et 137 000 en 1901. En 1851, sa population de 52 820 habitants fait d'Oldham la 12e ville la plus peuplée d'Angleterre. Le tableau suivant présente les variations de la population locale depuis 1801, et prouve que celle-ci culmine à un maximum de 147 483 habitants en 1911, après une très forte croissance au XIXe siècle. Depuis le début du XXe siècle, la tendance globale est à la baisse, alors que la ville commence le XXIe siècle avec une population totale de 103 544 habitants.
| Year                                                                                                 | 1801   | 1811   | 1821   | 1831   | 1841   | 1851   | 1861   | 1871   | 1881    | 1891    | 1901    | 1911    | 1921    | 1931    | 1939    | 1951    | 1961    | 1971    | 1981    | 1991    | 2001    |
| --- | ------ | ------ | ------ | ------ | ------ | ------ | ------ | ------ | ------- | ------- | ------- | ------- | ------- | ------- | ------- | ------- | ------- | ------- | ------- | ------- | ------- |
| Population                                                                                           | 12,024 | 16,690 | 21,662 | 32,381 | 42,595 | 52,820 | 72,333 | 82,629 | 111,349 | 131,463 | 137,246 | 147,483 | 144,983 | 140,314 | 120,511 | 121,266 | 115,346 | 105,922 | 107,830 | 103,931 | 103,544 |
| Sources : A Vision of Britain through Time Bateson, H. (1949), A Centenary History of Oldham, p. 232 |        |        |        |        |        |        |        |        |         |         |         |         |         |         |         |         |         |         |         |         |         |

## Sports
La ville abrite le club de football de Oldham Athletic qui joue en Vanarama National League (5ème division nationale) pour la saison 2023-2024.
Le Oldham Roughyeds représente la ville en rugby à XIII et évolue en League 1 (3e division nationale) pour la saison 2019-2020.

## Personnalités liées à la ville
- Carl Cox, disc jockey et producteur de musique électronique britannique
- Kevin Sinfield, joueur de rugby à XIII anglais
- Kyle Eastmond, joueur de rugby à XIII anglais
- Stanley McCormick, joueur de rugby à XIII anglais
- William Walton, compositeur britannique
- Warren Clarke, acteur de série et de cinéma anglais
- Les Holroyd, John Lees et Mel Pritchard, membres fondateurs du groupe de rock progressif Barclay James Harvest
- Walter Winterbottom, footballeur
- Will Buckley, dit Will Buckley, joueur anglais de football
- Iestyn Harris, joueur gallois de rugby à XIII
- Eric Sykes, acteur, scénariste et réalisateur britannique
- Chris Bridge, joueur de rugby à XIII anglais
- Tony Brown (football), footballeur anglais
- Mark Owen, chanteur-auteur
- Bernard Cribbins, acteur
- Wayne Marshall, chef d'orchestre
- Karen Elson, mannequin et chanteuse
- Ricky Whittle, acteur
- Richard Edghill, footballeur
- John Pemberton, footballeur
- Olivia Cooke, Actrice